# Wasted Love
Wasted Love es el sencillo de debut del cantante austriaco Johannes Pietsch (JJ). La canción fue lanzada el 6 de marzo de 2025 y fue escrita por el propio JJ junto a Teodora Špirić y Thomas Thurner. Ganó el Festival de la Canción de Eurovisión 2025 para Austria.

## Contexto y composición
«Wasted Love» fue escrita por Johannes Pietsch, Teodora «Teya» Špirić y Thomas Thurner, este último también responsable de la producción junto con Pele Loriano y Wojciech Kostrzewa. Fusiona elementos pop y líricos en un crescendo que desemboca en sonidos techno, la canción explora el tormento de un amor no correspondido: el protagonista, abrumado por un «océano de amor», ve a la persona que ama alejarse por miedo a ser abrumado por él. A pesar de intentar aferrarse al pasado, termina a la deriva en un abismo emocional, incapaz de llenar el vacío dejado por la ruptura. La letra está íntegramente en inglés. Según JJ, la canción se inspiró en su propia experiencia de amor desperdiciado, del que dio mucho pero recibió poco a cambio.

## Vídeo musical
El videoclip, dirigido por el cineasta vienés Vesely Marek, se puso a disposición junto con el lanzamiento del sencillo a través del canal de YouTube del Festival de la Canción de Eurovisión. Según Marek, el video «pretende ser un viaje visual al profundo abismo del amor no correspondido, enfatizado por elementos dramáticos».

## Festival de la Canción de Eurovisión 2025

### Selección interna
La emisora austriaca del Festival de la Canción de Eurovisión, Österreichischer Rundfunk (ORF), anunció oficialmente su intención de participar en el Festival de la Canción de Eurovisión 2025 el 7 de septiembre de 2024, eligiendo a su representante mediante una selección interna. En octubre de 2024, los medios austriacos informaron que ocho candidaturas de siete artistas, entre ellos Dodo Muhrer, quien previamente representó a Austria en Eurovisión en 2015 como parte de The Makemakes, así como Johannes Pietsch, Kayla Krystin, Nnoa y Philip Piller, habían sido preseleccionados tras una ronda de casting en vivo en los estudios de ORF. El 30 de enero de 2025, «Wasted Love», interpretada por Pietsch, bajo el nombre artístico de JJ, fue anunciada por ORF como la candidata austriaca para el Festival de la Canción de Eurovisión 2025 durante el programa de radio Ö3-Wecker, emitido por Ö3. «Wasted Love» fue seleccionada entre las ocho candidaturas preseleccionadas por un panel de 30 expertos locales e internacionales de la industria musical y de Eurovisión, así como por casi 30 representantes internacionales del club de aficionados de la OGAE de cinco países y el equipo del Festival de la Canción de Eurovisión de la ORF. La canción se lanzó el 6 de marzo de 2025.

### En Eurovisión
El Festival de la Canción de Eurovisión 2025 se celebró en el St. Jakobshalle de Basilea (Suiza) y constó de dos semifinales, celebradas el 13 y el 15 de mayo y la final el 17 de mayo de 2025. Durante el sorteo de asignación, celebrado el 28 de enero de 2025, Austria resultó elegida para competir en la segunda semifinal, actuando en la primera mitad del espectáculo. Austria se clasificó para la final.
JJ repitió su actuación en la gran final del 17 de mayo. La canción quedó en novena posición, por delante de Remember Monday del Reino Unido y de Væb de Islandia. La canción se alzó con la victoria tras recibir un total de 436 puntos, incluyendo 178 del público y 258 (la mayor puntuación total) del jurado.

## Créditos
Músicos
- Johannes Pietsch – voz principal
- Teodora Špirić – coros
- Thomas Turner – sintetizador, batería, piano
- Paul Sams – programación
- Wojciech Kostrzewa – programación
- Budapest Scoring Orchestra – orquesta
- Zoltán Pad – director de orquesta

Técnicos
- Mischa Janisch – masterización
- Michael Höchtl – mezcla
- Denes Redly – grabación
- Pele Loriano – producción
- Thomas Turner – producción
- Wojciech Kostrzewa – producción

## Listas
| Lista (2025)                | Posición |
| --------------------------- | -------- |
| Austria (Ö3 Austria Top 40) | 24       |